# Svenska mästerskapen i långbanesimning 2022
Svenska mästerskapen i långbanesimning 2022 ägde rum mellan den 29 juni och 3 juli 2022 på Tinnerbäcksbadet i Linköping. Det var femte gången Linköping arrangerade SM efter att tidigare varit värd 1940, 1942, 1953 och 2009.
Mästerskapet arrangerades som en del av SM-veckan 2022. JSM och Para-SM arrangerades samtidigt som en del av mästerskapet.

## Medaljsummering

### Damer
| Gren                | Guld | Guld     | Silver | Silver   | Brons | Brons    |
| 50 meter frisim     | Sofia Åstedt SK Elfsborg | 25,88    | Gloria Muzito Njurunda Simsällskap                                                                                     | 26,19    | Hanna Bergman Simklubben Poseidon | 26,26    |
| 100 meter frisim    | Sofia Åstedt SK Elfsborg | 55,96    | Sara Junevik Falu Simsällskap                                                                                          | 56,27    | Elvira Mörtstrand Västerås Simsällskap                                                                                                | 56,68    |
| 200 meter frisim    | Hanna Eriksson Jönköpings SS | 2.02,53  | Hanna Bergman Simklubben Poseidon                                                                                      | 2.02,58  | Sofia Åstedt SK Elfsborg | 2.03,18  |
| 400 meter frisim    | Lucie Hanquet Göteborg Sim | 4.19,83  | Marion Hanquet Göteborg Sim                                                                                            | 4.20,36  | Hanna Eriksson Jönköpings SS | 4.23,96  |
| 800 meter frisim    | Lucie Hanquet Göteborg Sim | 8.56,38  | Marion Hanquet Göteborg Sim                                                                                            | 9.01,28  | Moa Holmquist Jönköpings SS | 9.10,19  |
| 1 500 meter frisim  | Lucie Hanquet Göteborg Sim | 17.01,41 | Julia Arildsson Linköpings Allmänna Simsällskap                                                                        | 17.46,70 | Thilde Smedbäck Linköpings Allmänna Simsällskap                                                                                       | 17.51,74 |
| 50 meter ryggsim    | Sara Junevik Falu Simsällskap | 29,20    | Mollie Morfelt Malmö Kappsimningsklubb                                                                                 | 29,71    | Alice Velden Solna Sundbyberg SS 04                                                                                                   | 29,87    |
| 100 meter ryggsim   | Elise Öberg Njurunda Simsällskap                                                                                                   | 1.04,06  | Trine Forss Jönköpings SS                                                                                              | 1.04,37  | Alma Thormalm Jönköpings SS | 1.04,48  |
| 200 meter ryggsim   | Elise Öberg Njurunda Simsällskap                                                                                                   | 2.18,30  | Miranda Arvidsson Linköpings Allmänna Simsällskap                                                                      | 2.18,85  | Magdalena Hagsten Skarda Örebro Simallians                                                                                            | 2.21,30  |
| 50 meter bröstsim   | Klara Thormalm Jönköpings SS | 31,61    | Julia Månsson Örebro Simallians                                                                                        | 31,80    | Moa Bergdahl Simklubben Laxen | 32,63    |
| 100 meter bröstsim  | Klara Thormalm Jönköpings SS | 1.08,34  | Julia Månsson Örebro Simallians                                                                                        | 1.08,60  | Olivia Klint Ipsa Kristianstads SLS                                                                                                   | 1.09,61  |
| 200 meter bröstsim  | Julia Månsson Örebro Simallians | 2.28,16  | Klara Thormalm Jönköpings SS                                                                                           | 2.30,87  | Saga Boråker Jönköpings SS | 2.34,01  |
| 50 meter fjärilsim  | Sara Junevik Falu Simsällskap | 26,00    | Ida Liljeqvist Helsingborgs Simsällskap                                                                                | 26,96    | Klara Thormalm Jönköpings SS | 27,24    |
| 100 meter fjärilsim | Louise Hansson Helsingborgs Simsällskap                                                                                            | 56,98    | Edith Jernstedt Västerås Simsällskap                                                                                   | 59,76    | Emmy Hällkvist Täby Sim | 1.00,90  |
| 200 meter fjärilsim | Edith Jernstedt Västerås Simsällskap                                                                                               | 2.16,79  | Kiira Mauranen SK Neptun                                                                                               | 2.17,22  | Tea Winblad Malmö Kappsimningsklubb                                                                                                   | 2.19,83  |
| 200 meter medley    | Lisa Nystrand SK Neptun | 2.16,35  | Edith Jernstedt Västerås Simsällskap                                                                                   | 2.18,04  | Emilia Rönningdal Helsingborgs Simsällskap                                                                                            | 2.20,51  |
| 400 meter medley    | Tea Winblad Malmö Kappsimningsklubb                                                                                                | 4.59,44  | Lucie Hanquet Göteborg Sim                                                                                             | 5.00,41  | Linnea Gipperth Spårvägen Simförening                                                                                                 | 5.07,23  |
| 4×100 meter frisim  | Jönköpings SS Alma Thormalm (57,79) Klara Thormalm (56,26) Annie Hegmegi (58,05) Hanna Eriksson (56,99)                            | 3.49,09  | Helsingborgs Simsällskap Emilia Rönningdal (58,06) Louise Hansson (54,81) Tyra Littorin (1.00,13) Vega Vollmer (58,54) | 3.51,54  | SK Neptun Alicia Lundblad (57,32) Josefin Lindkvist (58,28) Tiffani Segerbrand (59,12) Lovisa Ramsten (59,19)                         | 3.53,91  |
| 4×200 meter frisim  | Jönköpings SS Hanna Eriksson (2.03,07) Moa Holmquist (2.06,50) Wilma Johansson (2.08,07) Annie Hegmegi (2.07,78)                   | 8.25,42  | Göteborg Sim Marion Hanquet (2.04,31) Lucie Hanquet (2.05,55) Amanda Cederqvist (2.07,46) Johanna Edgren (2.08,64)     | 8.25,96  | Linköpings Allmänna Simsällskap Miranda Arvidsson (2.07,62) Sofia Henell (2.07,37) Julia Arildsson (2.09,67) Emma Magnusson (2.04,54) | 8.29,20  |
| 4×100 meter medley  | Västerås SS/Örebro SA Magdalena Hagsten Skarda (1.05,02) Julia Månsson (1.08,43) Edith Jernstedt (59,99) Elvira Mörtstrand (55,67) | 4.09,11  | Jönköpings SS Alma Thormalm (1.04,02) Klara Thormalm (1.08,68) Wilma Johansson (1.02,26) Hanna Eriksson (56,75)        | 4.11,71  | Helsingborgs Simsällskap Louise Hansson (1.00,83) Ebba Holgersson (1.11,95) Ida Liljeqvist (1.01,48) Emilia Rönningdal (57,89)        | 4.12,15  |

### Herrar
| Gren                | Guld | Guld          | Silver | Silver   | Brons | Brons    |
| 50 meter frisim     | Isak Eliasson Spårvägen Simförening                                                                                     | 22,48         | Erik Falk Stockholmspolisens IF                                                                                       | 23,06    | Elias Persson Malmö Kappsimningsklubb                                                                                             | 23,18    |
| 100 meter frisim    | Björn Seeliger Stockholms Kappsimningsklubb                                                                             | 48,84         | Robin Hanson Spårvägen Simförening                                                                                    | 49,01    | Elias Persson Malmö Kappsimningsklubb                                                                                             | 50,75    |
| 200 meter frisim    | Robin Hanson Spårvägen Simförening                                                                                      | 1.48,07 0MR0  | Victor Johansson Jönköpings SS                                                                                        | 1.48,74  | Elias Persson Malmö Kappsimningsklubb                                                                                             | 1.52,65  |
| 400 meter frisim    | Victor Johansson Jönköpings SS                                                                                          | 3.47,90 0MR0  | Robin Hanson Spårvägen Simförening                                                                                    | 4.00,42  | Elias Persson Malmö Kappsimningsklubb                                                                                             | 4.03,27  |
| 800 meter frisim    | Victor Johansson Jönköpings SS                                                                                          | 7.51,57 0MR0  | Christopher Jedel Mölndals Allmänna Simsällskap                                                                       | 8.26,63  | Isak Vikström Helsingborgs Simsällskap                                                                                            | 8.31,59  |
| 1 500 meter frisim  | Victor Johansson Jönköpings SS                                                                                          | 14.58,59 0NR0 | Christopher Jedel Mölndals Allmänna Simsällskap                                                                       | 16.06,15 | Isak Vikström Helsingborgs Simsällskap                                                                                            | 16.23,10 |
| 50 meter ryggsim    | Björn Seeliger Stockholms Kappsimningsklubb                                                                             | 25,10 0NR0    | Olle Sköld SK Neptun                                                                                                  | 26,67    | Oskar Hoff Landskrona Simsällskap                                                                                                 | 26,77    |
| 100 meter ryggsim   | Samuel Törnqvist Spårvägen Simförening                                                                                  | 57,01         | Gustav Henriksen Spårvägen Simförening                                                                                | 58,67    | Melker Olsson SK Elfsborg | 58,73    |
| 200 meter ryggsim   | William Lulek SK Neptun                                                                                                 | 2.04,60       | Melker Olsson SK Elfsborg                                                                                             | 2.07,61  | Gustav Henriksen Spårvägen Simförening                                                                                            | 2.08,14  |
| 50 meter bröstsim   | Daniel Räisänen Täby Sim                                                                                                | 28,05         | Oskar Hoff Landskrona Simsällskap                                                                                     | 28,60    | Daniel Kertes Helsingborgs Simsällskap                                                                                            | 28,68    |
| 100 meter bröstsim  | Daniel Räisänen Täby Sim                                                                                                | 1.00,36 0MR0  | August Mathisen Helsingborgs Simsällskap                                                                              | 1.03,84  | Axel Gladher Karlskrona Simsällskap                                                                                               | 1.03,89  |
| 200 meter bröstsim  | Daniel Räisänen Täby Sim                                                                                                | 2.11,63       | William Lulek SK Neptun                                                                                               | 2.16,84  | Karl Frylmark Väsby Simsällskap                                                                                                   | 2.17,01  |
| 50 meter fjärilsim  | Oskar Hoff Landskrona Simsällskap                                                                                       | 23,58         | Jonathan Kling Spårvägen Simförening                                                                                  | 24,28    | Albin Lövgren Jönköpings SS | 24,36    |
| 100 meter fjärilsim | Oskar Hoff Landskrona Simsällskap                                                                                       | 53,24         | Victor Klingeryd Jalamo Helsingborgs Simsällskap                                                                      | 54,54    | Linus Kahl Landskrona Simsällskap                                                                                                 | 54,64    |
| 200 meter fjärilsim | Victor Johansson Jönköpings SS                                                                                          | 2.00,79       | Victor Klingeryd Jalamo Helsingborgs Simsällskap                                                                      | 2.00,87  | Christopher Lindholm Väsby Simsällskap                                                                                            | 2.06,98  |
| 200 meter medley    | William Lulek SK Neptun                                                                                                 | 2.03,25       | Emil Hassling Landskrona Simsällskap                                                                                  | 2.03,87  | Samuel Törnqvist Spårvägen Simförening                                                                                            | 2.06,19  |
| 400 meter medley    | William Lulek SK Neptun                                                                                                 | 4.24,73       | Joel Hambraeus Danderyd Simklubb                                                                                      | 4.33,79  | Isak Vikström Helsingborgs Simsällskap                                                                                            | 4.33,82  |
| 4×100 meter frisim  | Spårvägen Simförening Robin Hanson (50,08) Isak Eliasson (49,03) Jonathan Kling (50,99) Rasmus Hanson (52,16)           | 3.22,26       | Helsingborgs Simsällskap Daniel Kertes (51,41) John Brolin (50,19) Dante Vollmer (52,26) Henning Cederlund (52,23)    | 3.26,09  | SK Neptun Tim Rogersson (52,82) Jesper Jonsson (51,05) Simon Sjödin (51,61) Olle Sköld (50,90)                                    | 3.26,38  |
| 4×200 meter frisim  | Spårvägen Simförening Rasmus Hanson (1.54,64) Robin Hanson (1.48,64) Gustav Henriksen (1.55,33) Isak Eliasson (1.50,24) | 7.28,85       | Jönköpings SS Victor Johansson (1.48,99) Marcus Holmquist (1.53,68) Albin Lövgren (1.55,12) Dennis Partanen (2.00,13) | 7.37,92  | Helsingborgs Simsällskap John Brolin (1.55,09) Daniel Kertes (1.53,80) Victor Klingeryd Jalamo (1.54,96) Isak Vikström (1.54,87)  | 7.38,72  |
| 4×100 meter medley  | SK Neptun Simon Sjödin (57,77) Johannes Skagius (1.02,48) Jesper Jonsson (53,77) Olle Sköld (51,12)                     | 3.45,14       | Landskrona Simsällskap Christoffer Dellhede (58,68) Emil Hassling (1.02,30) Oskar Hoff (52,88) Linus Kahl (52,15)     | 3.46,01  | Helsingborgs Simsällskap Gustaf Hansson (1.00,74) August Mathisen (1.03,93) Victor Klingeryd Jalamo (53,66) Daniel Kertes (50,77) | 3.49,10  |

### Mix
| Gren               | Guld | Guld         | Silver | Silver  | Brons | Brons   |
| 4×100 meter frisim | Jönköpings SS Marcus Holmquist (50,73) Albin Lövgren (51,00) Klara Thormalm (56,03) Hanna Eriksson (56,26)                            | 3.34,02 0NR0 | Helsingborgs Simsällskap Daniel Kertes (51,11) John Brolin (50,74) Emilia Rönningdal (57,73) Vega Vollmer (58,47) | 3.38,05 | Spårvägen Simförening Isak Eliasson (49,53) Robin Hanson (49,10) Alma Thunberg (59,78) Linnea Gipperth (59,72) | 3.38,13 |
| 4×100 meter medley | Helsingborgs Simsällskap Louise Hansson (1.01,13) August Mathisen (1.04,10) Victor Klingeryd Jalamo (54,16) Emilia Rönningdal (57,72) | 3.57,11 0NR0 | Jönköpings SS Alma Thormalm (1.04,45) Klara Thormalm (1.09,72) Albin Lövgren (54,22) Marcus Holmquist (50,09)     | 3.58,48 | SK Neptun Simon Sjödin (57,90) Johannes Skagius (1.02,90) Josefin Lindkvist (1.04,55) Alicia Lundblad (55,92)  | 4.01,27 |

## JSM

### Damer
| Gren                | Guld | Guld     | Silver | Silver   | Brons | Brons    |
| 50 meter frisim     | Sofia Åstedt SK Elfsborg                                                                                           | 25,94    | Elvira Mörtstrand Västerås Simsällskap                                                                                     | 26,40    | Emmy Hällkvist Täby Sim                                                                                                   | 26,50    |
| 100 meter frisim    | Sofia Åstedt SK Elfsborg                                                                                           | 56,34    | Elvira Mörtstrand Västerås Simsällskap                                                                                     | 57,02    | Kristina Orban Malmö Kappsimningsklubb                                                                                    | 57,61    |
| 200 meter frisim    | Sofia Åstedt SK Elfsborg                                                                                           | 2.04,81  | Elvira Mörtstrand Västerås Simsällskap                                                                                     | 2.05,53  | Moa Holmquist Jönköpings SS                                                                                               | 2.06,19  |
| 400 meter frisim    | Lucie Hanquet Göteborg Sim                                                                                         | 4.24,03  | Moa Holmquist Jönköpings SS                                                                                                | 4.28,09  | Julia Arildsson Linköpings Allmänna Simsällskap                                                                           | 4.31,50  |
| 800 meter frisim    | Lucie Hanquet Göteborg Sim                                                                                         | 8.56,38  | Moa Holmquist Jönköpings SS                                                                                                | 9.10,19  | Julia Arildsson Linköpings Allmänna Simsällskap                                                                           | 9.19,86  |
| 1 500 meter frisim  | Lucie Hanquet Göteborg Sim                                                                                         | 17.01,41 | Julia Arildsson Linköpings Allmänna Simsällskap                                                                            | 17.46,70 | Thilde Smedbäck Linköpings Allmänna Simsällskap                                                                           | 17.51,74 |
| 50 meter ryggsim    | Mollie Morfelt Malmö Kappsimningsklubb                                                                             | 29,85    | Alice Velden Solna Sundbyberg SS 04                                                                                        | 30,07    | Trine Forss Jönköpings SS                                                                                                 | 30,09    |
| 100 meter ryggsim   | Trine Forss Jönköpings SS                                                                                          | 1.04,33  | Magdalena Hagsten Skarda Örebro Simallians                                                                                 | 1.05,00  | Annie Hegmegi Jönköpings SS                                                                                               | 1.06,18  |
| 200 meter ryggsim   | Annie Hegmegi Jönköpings SS                                                                                        | 2.20,29  | Linnea Gipperth Spårvägen Simförening                                                                                      | 2.21,67  | Magdalena Hagsten Skarda Örebro Simallians                                                                                | 2.22,14  |
| 50 meter bröstsim   | Tone Sandsjö Spårvägen Simförening                                                                                 | 32,73    | Moa Bergdahl Simklubben Laxen                                                                                              | 32,76    | Hilja Schimmel Falköpings Simsällskap                                                                                     | 32,80    |
| 100 meter bröstsim  | Olivia Klint Ipsa Kristianstads SLS                                                                                | 1.09,60  | Moa Bergdahl Simklubben Laxen                                                                                              | 1.10,70  | Cecilia Viberg Stockholms Kappsimningsklubb                                                                               | 1.11,95  |
| 200 meter bröstsim  | Saga Boråker Jönköpings SS                                                                                         | 2.35,11  | Ebba Holgersson Helsingborgs Simsällskap                                                                                   | 2.41,50  | Klara Lindqvist Luleå Simsällskap                                                                                         | 2.42,48  |
| 50 meter fjärilsim  | Elvira Mörtstrand Västerås Simsällskap                                                                             | 27,81    | Mathilda Sandberg Täby Sim                                                                                                 | 27,87    | Kristina Orban Malmö Kappsimningsklubb                                                                                    | 27,96    |
| 100 meter fjärilsim | Emmy Hällkvist Täby Sim                                                                                            | 1.01,13  | Linnea Gipperth Spårvägen Simförening                                                                                      | 1.03,42  | Tea Winblad Malmö Kappsimningsklubb                                                                                       | 1.03,50  |
| 200 meter fjärilsim | Tea Winblad Malmö Kappsimningsklubb                                                                                | 2.19,85  | Annie Hegmegi Jönköpings SS                                                                                                | 2.21,21  | Thilde Smedbäck Linköpings Allmänna Simsällskap                                                                           | 2.22,14  |
| 200 meter medley    | Lisa Nystrand SK Neptun                                                                                            | 2.16,82  | Tea Winblad Malmö Kappsimningsklubb                                                                                        | 2.21,27  | Annie Hegmegi Jönköpings SS                                                                                               | 2.21,40  |
| 400 meter medley    | Tea Winblad Malmö Kappsimningsklubb                                                                                | 5.00,85  | Lucie Hanquet Göteborg Sim                                                                                                 | 5.06,34  | Linnea Gipperth Spårvägen Simförening                                                                                     | 5.06,82  |
| 4×100 meter frisim  | Malmö Kappsimningsklubb Tea Winblad (59,93) Mollie Morfelt (59,42) Julia Osterman (1.00,82) Kristina Orban (57,48) | 3.57,65  | Jönköpings SS Moa Holmquist (59,43) Trine Forss (59,15) Ida Rudelius (1.00,69) Annie Hegmegi (58,48)                       | 3.57,75  | Helsingborgs Simsällskap Sabina Alman (1.00,79) Tyra Littorin (1.00,22) Ella Berg (59,57) Vega Vollmer (58,45)            | 3.59,03  |
| 4×200 meter frisim  | SK Elfsborg Thilda Häll (2.05,49) Sofia Åstedt (2.02,50) Signe Wahlberg (2.14,66) Clara Sandberg (2.16,89)         | 8.39,54  | Jönköpings SS Moa Holmquist (2.07,29) Annie Hegmegi (2.09,06) Ida Rudelius (2.13,02) Saga Boråker (2.11,33)                | 8.40,70  | Helsingborgs Simsällskap Vega Vollmer (2.09,91) Tyra Littorin (2.11,10) Ella Berg (2.10,68) Sabina Alman (2.11,10)        | 8.42,79  |
| 4×100 meter medley  | Jönköpings SS Trine Forss (1.04,90) Saga Boråker (1.10,19) Annie Hegmegi (1.03,50) Moa Holmquist (59,23)           | 4.17,82  | Helsingborgs Simsällskap Alice Persson (1.06,43 ) Ebba Holgersson (1.12,20) Angelina Agrell (1.04,16) Vega Vollmer (59,22) | 4.22,01  | Spårvägen Simförening Linnea Gipperth (1.07,12) Tone Sandsjö (1.11,51) Michelle Wissinger (1.06,77) Alma Thunberg (59,07) | 4.24,47  |

### Herrar
| Gren                | Guld | Guld     | Silver | Silver   | Brons | Brons    |
| 50 meter frisim     | Erik Falk Stockholmspolisens IF                                                                                              | 23,41    | Felix Jedbratt Mölndals Allmänna Simsällskap                                                                                | 23,73    | Melker Rosengren Sundsvalls Simsällskap                                                                                        | 23,80    |
| 100 meter frisim    | Felix Jedbratt Mölndals Allmänna Simsällskap                                                                                 | 51,17    | Erik Falk Stockholmspolisens IF                                                                                             | 51,45    | Melker Rosengren Sundsvalls Simsällskap                                                                                        | 52,43    |
| 200 meter frisim    | Felix Jedbratt Mölndals Allmänna Simsällskap                                                                                 | 1.54,30  | Rasmus Hanson Spårvägen Simförening                                                                                         | 1.55,83  | Oscar Bjering Simklubben Laxen                                                                                                 | 1.55,87  |
| 400 meter frisim    | Lucas Humling Linköpings Allmänna Simsällskap                                                                                | 4.06,04  | Jakob Brougham Linköpings Allmänna Simsällskap                                                                              | 4.08,39  | Rasmus Hanson Spårvägen Simförening                                                                                            | 4.08,55  |
| 800 meter frisim    | Lucas Humling Linköpings Allmänna Simsällskap                                                                                | 8.38,28  | Jakob Brougham Linköpings Allmänna Simsällskap                                                                              | 8.38,49  | Axel Gustavsson Lidingö Simklubb                                                                                               | 8.42,85  |
| 1 500 meter frisim  | Ted Wiker Skuru Idrottsklubb                                                                                                 | 16.37,35 | Jakob Brougham Linköpings Allmänna Simsällskap                                                                              | 16.39,22 | Mikael Söderberg Upsala Simsällskap                                                                                            | 16.52,27 |
| 50 meter ryggsim    | Melker Rosengren Sundsvalls Simsällskap                                                                                      | 27,29    | Lucas Sterling Västerås Simsällskap                                                                                         | 27,39    | Noah Juhlin Fredriksson Täby Sim                                                                                               | 27,79    |
| 100 meter ryggsim   | Lucas Sterling Västerås Simsällskap                                                                                          | 58,83    | Adi Ramovic Upsala Simsällskap                                                                                              | 59,40    | Anton Witzell Simklubben Sydsim                                                                                                | 59,83    |
| 200 meter ryggsim   | Markus Stahre Linköpings Allmänna Simsällskap                                                                                | 2.10,57  | Adi Ramovic Upsala Simsällskap                                                                                              | 2.11,80  | Lucas Sterling Västerås Simsällskap                                                                                            | 2.13,10  |
| 50 meter bröstsim   | Axel Gladher Karlskrona Simsällskap                                                                                          | 29,36    | Melker Rosengren Sundsvalls Simsällskap                                                                                     | 29,53    | Anthon Huasson Ringsjö Simklubb                                                                                                | 29,65    |
| 100 meter bröstsim  | Axel Gladher Karlskrona Simsällskap                                                                                          | 1.03,81  | Hjalmar Mueller SK Neptun                                                                                                   | 1.05,67  | Hugo Swanson Gävle Simsällskap                                                                                                 | 1.05,79  |
| 200 meter bröstsim  | Hjalmar Mueller SK Neptun | 2.21,38  | Axel Gladher Karlskrona Simsällskap                                                                                         | 2.23,74  | Marcus Nykvist Järfälla Simsällskap                                                                                            | 2.23,98  |
| 50 meter fjärilsim  | Hugo Stenskepp Malmö Kappsimningsklubb                                                                                       | 24,74    | Bill Beckman Malmö Kappsimningsklubb                                                                                        | 24,82    | Melker Rosengren Sundsvalls Simsällskap                                                                                        | 24,97    |
| 100 meter fjärilsim | Felix Jedbratt Mölndals Allmänna Simsällskap                                                                                 | 55,11    | Hugo Stenskepp Malmö Kappsimningsklubb                                                                                      | 55,16    | David Falk Simklubben Poseidon                                                                                                 | 56,99    |
| 200 meter fjärilsim | Felix Jedbratt Mölndals Allmänna Simsällskap                                                                                 | 2.07,96  | Dennis Partanen Jönköpings SS                                                                                               | 2.09,96  | David Falk Simklubben Poseidon                                                                                                 | 2.11,20  |
| 200 meter medley    | Anton Hegmegi Jönköpings SS                                                                                                  | 2.10,13  | Levente Nagy Simklubben Poseidon                                                                                            | 2.11,90  | Erik Falk Stockholmspolisens IF                                                                                                | 2.12,00  |
| 400 meter medley    | Ragnar Simonsson Väsby Simsällskap                                                                                           | 4.41,37  | Mikael Söderberg Upsala Simsällskap                                                                                         | 4.41,60  | Axel Gladher Karlskrona Simsällskap                                                                                            | 4.46,76  |
| 4×100 meter frisim  | Linköpings Allmänna Simsällskap William Barkehed (54,07) Jakob Brougham (53,60) Lucas Humling (53,62) Markus Stahre (51,77)  | 3.33,06  | SK Neptun Jakob Rasmuson (54,96) Morris Martin (54,03) Tim Rogersson (51,87) Hjalmar Mueller (53,29)                        | 3.34,15  | Mölndals Allmänna Simsällskap Felix Jedbratt (51,82) Alvin Välkki (54,10) Max Swegmark (54,00) Måns Evertsson (55,12)          | 3.35,04  |
| 4×200 meter frisim  | Helsingborgs Simsällskap Henning Cederlund (1.57,43) Alan Jovic (1.58,41) Hilding Hallberg (1.58,36) Noah Malmgren (2.00,18) | 7.54,38  | Väsby Simsällskap Jonatan Eriksson (2.00,96) Eddie Peng (1.59,53) Linus Areblad (2.00,21) Rasmus Skyving (2.01,00)          | 8.01,70  | Mölndals Allmänna Simsällskap Felix Jedbratt (1.56,86) Max Swegmark (1.59,12) Arvid Höglund (2.03,76) Måns Evertsson (2.02,18) | 8.01,92  |
| 4×100 meter medley  | Simklubben Poseidon Arvid Nilsson (1.02,28) Levente Nagy (1.06,12) David Falk (55,56) Jonathan Palminger (53,28)             | 3.57,24  | Mölndals Allmänna Simsällskap Isak Andersson (1.03,87) Måns Evertsson (1.05,73) Max Swegmark (58,56) Felix Jedbratt (50,48) | 3.58,64  | Spårvägen Simförening Oliver Erneholm (1.03,18) David Kaspervik (1.06,87) William Erneholm (58,36) Rasmus Hanson (52,53)       | 4.00,94  |

### Mix
| Gren               | Guld | Guld         | Silver | Silver  | Brons | Brons   |
| 4×100 meter frisim | Malmö Kappsimningsklubb Hugo Stenskepp (53,45) Bill Beckman (53,99) Mollie Morfelt (58,88) Kristina Orban (57,05)    | 3.43,37 0MR0 | Simklubben Laxen Erik Olsson (53,88) Oscar Bjering (53,22) Karin Widerberg (59,41) Moa Bergdahl (58,84)               | 3.45,35 | Helsingborgs Simsällskap Alan Jovic (54,26) Henning Cederlund (52,80) Tyra Littorin (1.00,03) Vega Vollmer (58,87) | 3.45,96 |
| 4×100 meter medley | Spårvägen Simförening Linnea Gipperth (1.06,33) Tone Sandsjö (1.11,91) Oliver Erneholm (57,27) Rasmus Hanson (51,99) | 4.07,50 0MR0 | Täby Sim Noah Juhlin Fredriksson (1.01,33) Hugo Westholm (1.05,46) Emmy Hällkvist (1.00,62) Jennifer Nyblom (1.01,18) | 4.08,59 | Jönköpings SS Annie Hegmegi (1.06,49) Anton Hegmegi (1.05,59) Gabriel Eriksson (58,49) Moa Holmquist (58,89)       | 4.09,46 |